# Zero-rating

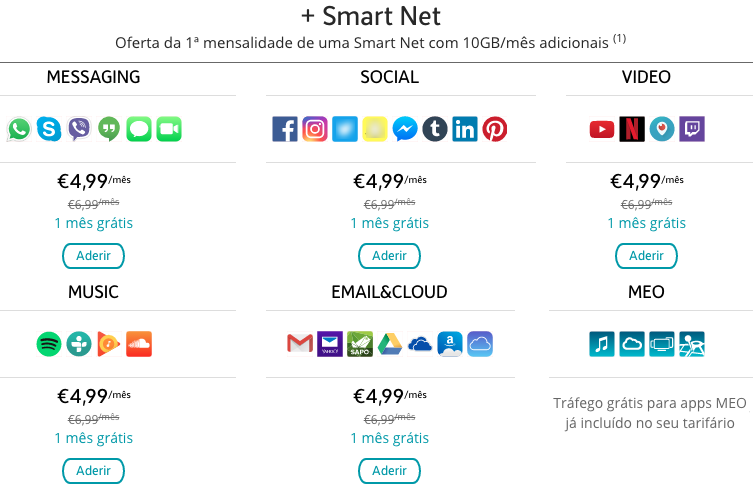
A empresa portuguesa de telefonia móvel MEO concede acesso pelo zero-rating ao seu próprio serviço "MEO cloud", mas limita a quantidade de dados que os clientes podem utilizar para acessar a serviços concorrentes, vendendo pacotes de dados mensais.

Zero-rating, ou acesso patrocinado, é a prática de fornecer acesso à Internet sem custos financeiros sob certas condições, permitindo apenas o acesso a determinados sites ou subsidiando o serviço com publicidade. Comentaristas que discutem tal prática geralmente a apresentam como um subtópico da neutralidade da rede.
Enquanto a maioria das fontes relata que o uso do zero-rating é contrário ao princípio da neutralidade da rede, existem opiniões divergentes entre os defensores da neutralidade da rede sobre até que ponto as pessoas podem se beneficiar de programas do zero-rating enquanto mantêm as proteções dessa neutralidade.
Os defensores do zero-rating argumentam que ele permite que os consumidores façam escolhas para acessar mais dados e leve a uma expansão do número de pessoas utilizando serviços online. Eles também argumentam que o zero rating, ao prover os usuários com amostras "gratuitas" de aplicativos, permite uma expansão das possibilidades de escolha dos consumidores.  
Ao mesmo tempo, as críticas a essa prática a descrevem como uma forma de distorcer o livre mercado que limita a liberdade de expressão e a circulação da inovação, cria oportunidades de censura, e explora os mais pobres.

## "Espécies" de zero-rating
Em seu artigo "Net Neutrality, Zero-rating and the Minitelisation of the Internet”, o professor Luca Belli descreve diferentes modalidades de zero-rating. São elas:
- Zero-rating de aplicativos ("Application ZR"): nesse modelo, são as operadoras que tomam a iniciativa de oferecer o acesso patrocinado a um grupo de aplicativos ou serviços, sem exigir nenhuma forma de tarifa por parte dos provedores de conteúdo e aplicativos (CAPs, em inglês). O autor destaca que, considerando uma tendência de estagnação do crescimento das operadoras na Europa Ocidental[3], o zero-rating de aplicativos pode ser uma forma de atrair a clientela[2].
- Patrocínio de aplicativos ("Application sponsoring"): os provedores de aplicativos pagam às operadoras o direito de acesso preferencial aos consumidores, “que terão seus dados coletados e monetizados.”[2]
- Plataformas de Zero-rating ("ZR Platform"): um patrocinador (provedor de aplicativo ou qualquer outra entidade) subsidia o acesso a um número de aplicativos e serviços selecionados e/ou que cumpram seus requisitos técnicos. “O mais conhecido exemplo de uma plataforma de zero-rating é a controversa[4] iniciativa do Internet.org, lançada pelo Facebook e alguns parceiros em 2013.”[2]
- Patrocínio não discriminatório de dados ("Application-agnostic data sponsoring"): nesse modelo, um patrocinador subsidia uma quantidade limitada de dados ao usuário, que pode usá-los a seu critério. Um exemplo desse modelo é o projeto Equal Rating da Mozilla[5].

## Programas existentes
Serviços de internet como Facebook, Wikipedia e Google criaram programas especiais para usar o zero-rating como meio de fornecer seus serviços amplamente nos mercados em desenvolvimento. O benefício para este novo cliente, que teria que depender principalmente de redes móveis para se conectar à internet, seria um acesso subsidiado aos serviços desses provedores. Os resultados desses esforços foram mistos, após a adoção em vários mercados, às vezes com expectativas superestimadas para as operadoras de redes móveis. No Chile, a Subsecretaria de Telecomunicaciones decretou que essa prática viola as leis de neutralidade da rede, obrigando-a a cessar em 1º de junho de 2014.
Da mesma forma, as operadoras de redes móveis também estão habilitadas a usar a tecnologia de classificação subjacente, como a inspeção profunda de pacotes, redirecionando as cobranças de dados corporativos relacionados aos funcionários usando seus tablets ou smartphones particulares para o empregador. Isso tem o benefício de permitir que os funcionários participem dos programas Bring your own device.
O Fórum de Governança da Internet, através da Coalizão Dinâmica sobre Neutralidade da Rede (Dynamic Coalition on Network Neutrality), criou em 2019 o Zero Rating Map, um mapa interativo que expõe o nível de regulação sobre neutralidade da rede e zero rating que diferentes países possuem.

## Críticas

### Neutralidade da rede
A prática do zero-rating foi apontada como contrária à neutralidade da rede por muitos autores críticos, já que os operadores atuam "favorecendo seus aplicativos ou os de seus próprios parceiros ao exonerar o volume de dados - sem contar com a renda do volume de dados do usuário final". Luca Belli, por exemplo, aponta o risco à abertura e às características democráticas da Internet representado por essa prática, considerando que as plataformas de zero-rating "não criam usuários da Internet, mas sim fomentam a fragmentação da Internet, criando usuários de uma plataforma 'sub-Internet' controlada por uma única entidade". Segundo o autor, tal fragmentação pode ter efeitos no ecossistema da Internet como um todo.
Por tal razão, a prática do zero-rating foi banida em países como a Índia, onde a Agência Reguladora de Telecomunicações (TRAI, em inglês) considerou que a "proibição de tarifas discriminatórias para serviços de dados era necessária para garantir que os provedores de serviços continuassem a cumprir suas obrigações em manter a Internet aberta e não-discriminatória."

### Competitividade
A zero-rating é considerada uma discriminação de preços anticompetitiva, destinada a favorecer as aplicações e serviços dos operadores (ou seus aliados), colocando seus concorrentes em desvantagem. Um estudo preliminar sobre a aplicação do zero-rating ao Twitter na África do Sul aumentou significativamente o uso da plataforma durante o período da promoção; a mesma pesquisa indicou um aumento maior com uma promoção similar aplicada ao WhatsApp.

### Coleta de Dados
Especialistas críticos apontam que, apesar dos aplicativos que se utilizam do zero-rating serem apresentados como gratuitos, os usuários pagam por eles com seus dados pessoais, que são coletados e monetizados para diferentes fins, como o direcionamento de anúncios. A coleta de dados pessoais se tornou uma atividade extremamente lucrativa para as empresas que operam serviços online. 
Muitas dessas empresas oferecem o acesso patrocinado a seus aplicativos como uma opção “gratuita”, garantindo sua receita a partir  da coleta e da utilização dos dados pessoais dos novos usuários. Por não saberem o real valor de seus dados pessoais, muitos usuários consentem com as políticas de privacidade necessárias para acessar os “aplicativos gratuitos”, muitas vezes concedendo às empresas o acesso a dados pessoais sensíveis
Apesar desse tipo de acesso ser apresentado por algumas empresas e órgãos internacionais como uma opção viável para garantir o acesso à Internet, autores críticos apontam que esse modelo de acesso direciona os usuários a aplicativos pré-definidos, fomentando a fragmentação da Internet. Tal acesso, por sua vez, não seria de graça, mas sim pago com o “trabalho gratuito” dos usuários, enquanto produtores de dados.

### Colonialismo Digital
A prática de zero-rating também é criticada por ser considerada uma forma de colonialismo digital. Um dos motivos para essa crítica seria “a maneira que eles [os planos de zero-rating] intervêm nos mercados em desenvolvimento, encorajando o uso de aplicativos específicos - e normalmente estrangeiros - em vez de encorajar a conectividade”. Empresas como o Facebook já foram acusadas de "colonialismo digital" devido a controvérsias sobre o incentivo à conectividade na Índia e no continente africano.